# Landesbereitschaftspolizei Niedersachsen

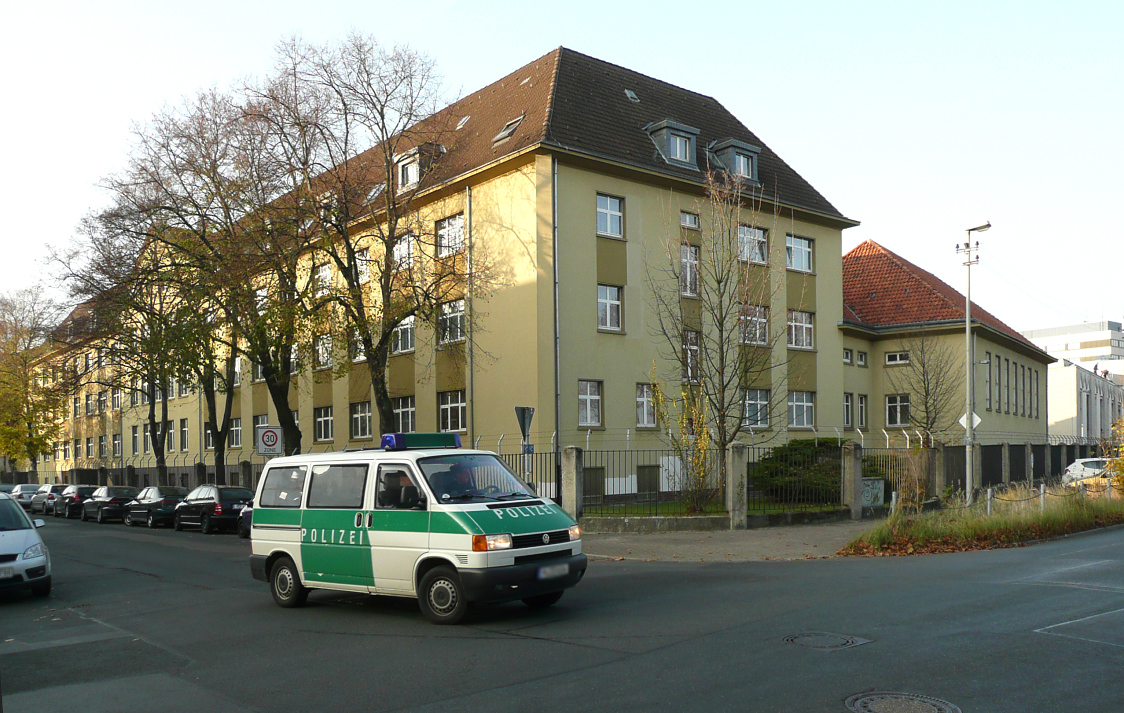
Gebäude der Landesbereitschaftspolizei Niedersachsen in Hannover, seit 2004 Zentrale Polizeidirektion Niedersachsen

Die Landesbereitschaftspolizei Niedersachsen (LBPN) war als Bereitschaftspolizei eine Organisationseinheit der Polizei Niedersachsen. Sie wurde 2004 Teil der neu gegründeten Zentralen Polizeidirektion Niedersachsen (ZPD NI) mit Sitz in der Landeshauptstadt Hannover.

## Geschichte
Nach dem Zweiten Weltkrieg zeigte sich die Notwendigkeit von geschlossenen Polizeieinheiten, da die örtliche Polizei größeren Einsätzen personell und organisatorisch nicht gewachsen war. Dazu zählten beispielsweise die Unruhen um die Demontage der ehemaligen Reichswerke Hermann Göring in Watenstedt, die Überwachung des illegalen Personenverkehrs sowie die Bekämpfung von Kapitalverbrechen an der Demarkationslinie zur SBZ beziehungsweise DDR. Bereits 1948 waren in Niedersachsen trotz Verbots der britischen Militärregierung, jedoch mit deren stillschweigender Duldung, Polizeireserven aufgestellt worden. Sie operierten in Einsatzzügen, die in Watenstedt, Wolfenbüttel, Bad Harzburg, Dedelstorf und Hann. Münden stationiert waren.
Während die Bereitschaftspolizeien der Länder durch ein Verwaltungsabkommen der Länderregierungen mit der Bundesregierung als paramilitärische Verbände am 27. Oktober 1950 gegründet wurden, nahm die Bereitschaftspolizei Niedersachsen bis 1955 eine Sonderrolle ein. Niedersachsen war dem Abkommen angeblich aus fiskalischen Gründen nicht beigetreten. Das Land stellte aber gemäß einem Erlass des Niedersächsischen Innenministeriums 1951 in Hannover die I. LBPN-Abteilung der Bereitschaftspolizei mit einer Hundertschaft, die sogenannte 1. Landespolizeihundertschaft, auf. Der Sitz befand sich in früheren Unterkünften der Wehrmacht, die bis in die 1970er Jahre durch Neubauten, wie Sport- und Kraftfahrzeughalle, Wohnblocks und Wirtschaftsgebäude ergänzt wurden. Die I. Abteilung unterstand bis 1954 abwechselnd der Polizeidirektion Hannover, dem Regierungspräsidenten Hannover und dann wieder der Polizeidirektion Hannover. Die II. LBPN wurde am 1. Oktober 1952 in Braunschweig aufgestellt und ebenfalls in früheren Unterkünften der Wehrmacht untergebracht. Auch in Braunschweig entstanden bis in die 1970er Jahre Neubauten. Die II. LBPN wurde der Polizeidirektion Braunschweig unterstellt. Die III. LBPN in Oldenburg nahm am 1. April 1972 ihren Dienst auf, nachdem die Gebäude von 1969 bis 1972 für 50 Millionen DM errichtet wurden. Die Planungen gingen bis auf das Jahr 1963 zurück, als das Innenministerium beschloss, geeignete Grundstücke in der Stadt aufzukaufen. Teilkräfte waren bereits vorher in einem inzwischen abgerissenen Gebäude in der Heiligengeiststraße untergebracht gewesen.
Die Abkehr von der Unterstellung unter einzelne Polizeidirektionen trat am 1. Oktober 1954 ein, als beide LBPN-Abteilungen einem übergeordneten Gruppenstab und damit direkt dem Niedersächsischen Innenministerium unterstellt wurden. Am 1. April 1955 trat Niedersachsen dem Verwaltungsabkommen zwischen Bund und Ländern bei. Die Bereitschaftspolizei des Landes wurde nun ebenfalls paramilitärisch mit Maschinengewehren, Handgranaten und Granatwerfern ausgerüstet und nach Vorschriften des Bundes ausgebildet. Bis zu diesem Zeitpunkt war sie hauptsächlich für die Ausbildung des Einzeldienstes und zu dessen Unterstützung zuständig gewesen. Diese Umstrukturierung wurde offenbar von der Führung des Verbandes bedauert, da nun ein wesentlicher Teil der Ausbildung für den polizeilichen Kampfeinsatz eingeplant werden musste. Da mit der neuen Regelung keine Verlängerung der Ausbildungszeit verbunden war, ging sie auf Kosten der Ausbildung für den Einzeldienst; 28 % der Ausbildungszeit wurden nun für die formale Ausbildung, den großen Sicherheits- und Ordnungsdienst und den polizeilichen Kampfeinsatz eingeplant, während für die Fachausbildung nur noch 25 % zur Verfügung standen. Zusätzlich wurde die Ausbildungszeit ständig durch Einsätze unterbrochen, so allein im Jahr 1959 für die I. LBPN 111 Mal. Lediglich einmal, 1955, nahm die Niedersächsische Landesbereitschaftspolizei an einer Großübung mit Bereitschaftspolizei-Einheiten aus Schleswig-Holstein, Hamburg, Bremen und Nordrhein-Westfalen teil. Die Aufgaben Mitte der 1950er Jahre bestanden hauptsächlich in der Unterstützung des polizeilichen Einzeldienstes bei Großveranstaltungen aus sportlichem oder politischem Anlass, ebenso bei Messen sowie die Verkehrsreglung bei den Herbstmanövern der alliierten Truppen.

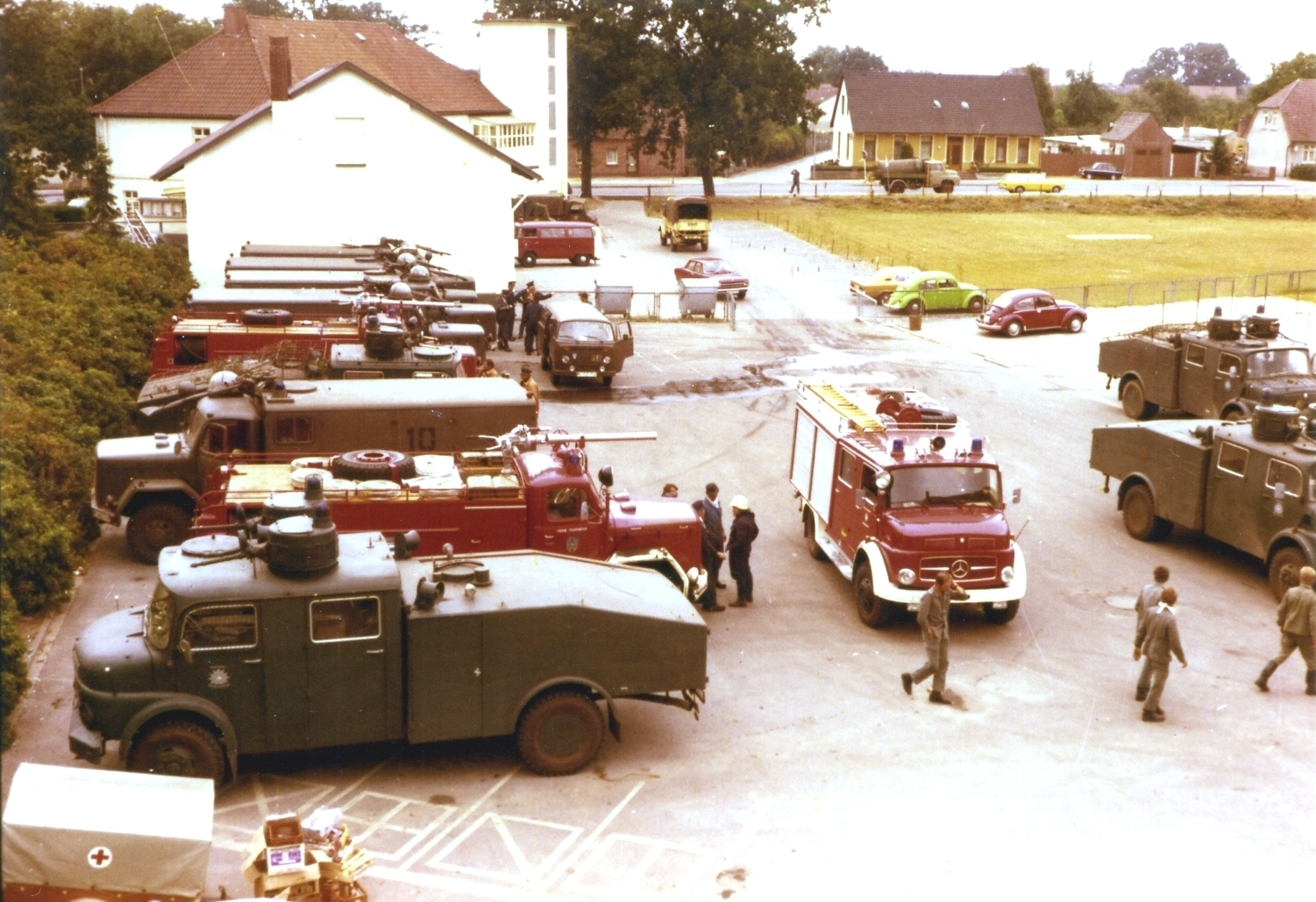
Wasserwerfer (Wawe 4000) der Landesbereitschaftspolizei Niedersachsen beim Löscheinsatz bei der Waldbrandkatastrophe in der Lüneburger Heide 1975

In den 1960er Jahren nahmen die Einsätze durch die Studentenunruhen sowie die Roter-Punkt-Aktionen und in den 1970er Jahren durch Demonstrationen der Anti-Atomkraft-Bewegung zu. Die Bereitschaftspolizei Niedersachsen wurde bundesweit zu Einsätzen angefordert. Aufgrund der Einsatzbelastung konnte der Einzeldienst nicht mehr unterstützt werden. 1979 kam es zu einer Aufstockung durch 3 Einsatzhundertschaften mit Standorten in Uelzen und Lüchow, was auf den Protestaktionen gegen das geplante Endlager- bzw. Brennelemente-Zwischenlager Gorleben beruhte. Vor diesem Hintergrund wurde 1980 der Polizeiplanungs- und -führungsstab Niedersachsen (PPFN) eingerichtet. Er war Teil der Landesbereitschaftspolizei und unterstand der Fachaufsicht des Niedersächsischen Innenministeriums. Der Stab war mit der Planung und Auswertung bedeutender polizeilicher Einsätze sowie mit der Informationssammlung zu kerntechnischen Anlagen in Niedersachsen befasst.
Mit der Einstellung von Frauen in die Schutzpolizei in Niedersachsen gab es ab 1981 auch Frauen in der Bereitschaftspolizei. 1994 wurden im Rahmen einer Polizeireform die 12 bestehenden Hundertschaften auf sieben reduziert. Während die Einheiten in Lüchow und Uelzen aufgelöst wurden, entstand eine neue Einheit in Lüneburg. 1995 wurden die Einsatzhundertschaften in Osnabrück und Göttingen eingerichtet.